# Аллан Каннінгем
Аллан Каннінгем (англ. Allan Cunningham; 13 липня 1791 — 27 червня 1839) — англійський ботанік, брат Річарда Каннінгема.
У 1814–1816 роках Каннінгем перебував у Бразилії як ботанік-колекціонер, у 1817 році звідти вирушив до Сіднея, і 22 роки його життя, що залишилися, були пов'язані із збиранням і вивченням флори Австралії та частково Нової Зеландії.
Одна з робіт Каннінгема «Florae insularum Novae-Zeelandiae Praecursor» (1836).

## Вшанування пам'яті
Деякі з австралійських рослин: Araucaria cunninghamii, Archontophoenix cunninghamiana, Banksia cunninghamii, Lysiphyllum cunninghamii, Casuarina cunninghamiana, Centipeda cunninghamii, Фікус cunninghamii, Medicosma cunninghamii, Lophozonia cunninghamii, Pennantia cunninghamii та Polyosma cunninghamii були названі на честь Аллана Каннінгема та його брата Річард, також ботаніка. Автомагістраль Cunningham Highway названа на честь Аллана. Рід рослин Alania Штефан Ладіслаус Ендліхер назвав на честь Каннінгема. Роберт Браун назвав рід хвойних Cunninghamia на честь Аллана Каннінгема та Джеймса Каннінгема, британського лікаря, який ввів ці дерева в культуру в 1702 році.